# Жольт, Иштван
Иштван Жольт (венг. Zsolt István; 28 июня 1921, Будапешт — 7 мая 1991, Будапешт, Венгрия) — венгерский футбольный арбитр.
В шестнадцать лет начал арбитраж футбольных поединков. С 1950 года обслуживал матчи элитного дивизиона чемпионата Венгрии. На международной арене работал с 1952 года. Был главным рефери на матчах трёх чемпионатов мира (1954, 1958, 1966), трёх футбольных турниров на Олимпийских играх (1952, 1960, 1964) и чемпионата Европы 1968 года.
Обслуживал финалы Кубка кубков 1965 («Вест Хем» — «Мюнхен 1860» — 2:0) и Кубка ярмарок 1966 («Сарагоса» — «Барселона» — 1:0). Всего провёл 37 матчей национальных сборных, 25 — в европейских клубных турнирах и 195 — в элите венгерского футбола.
В 1965 году награждён ЮНЕСКО призом фэйр-плей имени Пьера де Кубертена.
Работал директором театра в Будапеште. С 1974 по 1979 год возглавлял союз футбольных арбитров Венгрии.

## Ссылка
- Профиль на сайте Eu-football.info
- Профиль на сайте footballfacts.ru